# HD187657
HD187657 — хімічно пекулярна зоря спектрального класу A5, що має видиму зоряну величину в смузі V приблизно  9,2.
Вона  розташована на відстані близько 565,3 світлових років від Сонця.